# Raymond Fauveau
Pour les articles homonymes, voir Fauveau.
 (janvier 2015).
Si vous disposez d'ouvrages ou d'articles de référence ou si vous connaissez des sites web de qualité traitant du thème abordé ici, merci de compléter l'article en donnant les références utiles à sa vérifiabilité et en les liant à la section « Notes et références ».
Raymond Fauveau (né le 10 septembre 1901 à Ernée et mort le 21 mars 1984 à Mayenne), est un prêtre catholique séculier français.

## Biographie
Il fut ordonné prêtre le 29 mai 1926 à Laval, en tant que prêtre diocésain. Dès son sous-diaconat, il avait été nommé professeur à l'Immaculée-Conception de Laval où il résida de 1925 à 1927. En septembre 1927, il devint vicaire au Bourgneuf-la-Forêt et y resta jusqu'en 1933. Curé de Saint-Christophe-du-Luat de 1933 à 1945, il deviendra ensuite curé d'Izé jusqu'à sa retraite en 1982. 
C'est dans cette dernière paroisse qu'il s'acquit une réputation diocésaine, qui peu à peu s'élargit aux dimensions de la France entière. Cette réputation se construisit essentiellement sur la plume du Père Fauveau qui d'ailleurs signait ses œuvres Raymond Daniel. Sous ce pseudonyme, il publia de nombreuses pièces de théâtre et plusieurs recueils de sermons de choc. Les bénéfices qu'il tira de ces publications ne lui profitèrent jamais personnellement. Il vécut pauvrement toute sa vie et l'argent qui transita par ses mains (des centaines de milliers de francs) s'en alla soit à la subsistance de l'école libre d'lzé, soit aux Missions, soit pour la lutte contre la faim dans le monde. 
Pour couronner le personnage légendaire de Raymond Daniel ou Raymond Fauveau, une tornade détruisit toute la charpente de l'église d'Izé le 13 décembre 1978. À l'appel du curé, dont la personnalité et la plume étaient connues à des centaines de kilomètres, des milliers de bienfaiteurs se manifestèrent et permirent une restauration rapide et de qualité de son église paroissiale dont un vitrail restera célèbre.

## Publications
- Sermons de choc.... 1, Izé, 1963, in-16 (19 cm), 239 p. ;
- Sermons de choc.... 2, Choc II, Izé, 1965, in-16 (19 cm), 182 p., couv. ill. ;
- Sermons de choc.... 3, Choc III ou C'est dimanche, Izé, 1966, in-16 (19 cm), 327 p., couv. ill. en coul. ;
- Pare-chocs, Izé, 1967, in-16 (18 cm), 129 p., couv. ill. en coul. ;
- Homélies.... 70. Mayenne : Impr. Floch, 1970, 102 p. : couv. ill. ; 18 cm ;
- Homélies.... 71. Mayenne : Impr. Floch, 1970, 153 p. : couv. ill. ; 18 cm ;
- Homélies.... 72. Izé, 1971, 140 p. ; 18 cm ;
- Homélies.... 73. Montsûrs : Impr. Kayser, 1973, 114 p. : couv. ill. en coul. ; 18 cm ;
- La fiancée recalée. Lethellier ;
- Un bulldozer : mon curé. Lethellier ;
- Retraite à domicile ou la clé du paradis. Kayser, 1977 ;
- Electrochoc. 1980, Montsûrs : impr. Kayser, 357 p. ; 18 cm, Recueil de textes extraits de Contact, 1970-1980 ;
- Le Crottin du diable : histoires de curé, Raymond Daniel, 1981, Montsûrs : impr. Kayser, 45 p. ; 21 cm + supplément : 8 p.